# Jules Buckley
Jules Buckley (* 8. ledna 1980) je anglický dirigent. Narodil se v Aylesbury a studoval hru na tubu na londýnské Guildhall School of Music. Původně se chtěl stát jazzovým trumpetistou, avšak během studií na Guildhallu vyvinul svůj zájem o hudební aranžmá a dirigování. V roce 2004 založil společně s manažerem Christopherem Wheelerem orchestr Heritage Orchestra, který doprovázel například Jamieho Culluma či Johna Calea. Roku 2008 se Buckley stal hlavním dirigentem nizozemského orchestru Metropole Orkest.